# Mauro Silva
Mauro da Silva Gomes, född 12 januari 1968 i São Bernardo do Campo, är en brasiliansk före detta fotbollsspelare. Under sin karriär spelade han bland annat 13 säsonger i Dportivo La Coruña där han bland annat vann La Liga en gång och Copa del Rey två gånger. Silva spelade även 59 landskamper för Brasilien, där han vann VM 1994.

## Karriär
Mauro Silva startade sin fotbollskarriär i Guarani innan han 1990 flyttade till Bragantino. I Bragantino spelade han i två säsonger innan det spanska laget Deportivo La Coruña värvade Silva för drygt 1,6 miljoner euro. Samma sommar värvades även Silvas landsman Bebeto från Vasco da Gama.
I Deportivo blev han en given startspelare på det defensiva mittfältet och gjorde under sin första säsong 37 matcher i La Liga. Under 13 års tid var Mauro Silva med om att vinna La Liga 1999/2000, Copa del Rey 1994/1995 och 2001/2002, samt Spanska Supercupen 1995, 2000 och 2002. Under den här tiden kvalificerade sig Deportivo även till Champions League fem gånger, med en semifinal som bästa resultat. 22 maj 2005 gjorde Mauro Silva sin sista match när han blev utbytt mot Aldo Duscher i 0-3-förlusten mot Mallorca.
I Brasiliens landslag gjorde Mauro Silva 59 matcher under tio års tid. Under VM 1994 så spelade Mauro Silva samtliga sju matcher när Brasilien vann guldet. Han var även med när Brasilien vann Copa América 1997.

## Meriter

### Klubblag
Bragantino
- Campeonato Paulista: 1990

Deportivo La Coruña
- La Liga: 2000
- Copa del Rey: 1995, 2002
- Supercopa de España: 1995, 2000, 2002

### Landslag
Brasilien
- VM-guld: 1994
- Copa América: Guld 1997, silver 1991
- CONCACAF Gold Cup: Brons 1998